# Malá Asie
Malá Asie neboli Anatolie (turecky Anadolu, kurdsky Anatolya, arménsky Անատոլիա, Anatolia) je poloostrov mezi Středozemním, Egejským, Marmarským a Černým mořem.
Od starověku se v Malé Asii vystřídala řada různých kultur a národů. V současnosti tvoří neevropskou, tedy většinovou část Turecka.

## Název
Pojem Asia původně používali starověcí Řekové pro Malou Asii, či přesněji její západní část, kterou osídlovali. Podle jedné teorie pochází výraz od Féničanů, z jejich ereb a asu, tedy západ a východ, vznikly výrazy Evropa a Asie původně pro označení západní a východní části Egejského moře. Geografický název se stal oficiálním názvem, když na západě poloostrova Římané po roce 133 př. n. l. zřídili provincii Asie. Ale již v 5. století př. n. l. geograf a historik Hérodotos rozdělil (tehdy známý) svět na tři díly: Evropu, Asii a Lýbii (tj. Afriku), které se používá dodnes. Tím se pojem Asie metonymicky rozšířil na celý východní světadíl a pro odlišení se později začal používat výraz Malá Asie (středověká a současná řečtina , Mikra Asia, latinsky Asia Minor).
Název Anatolie pochází z dob Římské říše a je také převzat ze starořečtiny, z ἀνατολή, anatolé, „východ“ (slunce). Odpovídá poloze Anatolie z pohledu Řeků a je tak obdobou výrazů Orient a Levanta latinského a francouzského původu a podobného významu.

## Geografie

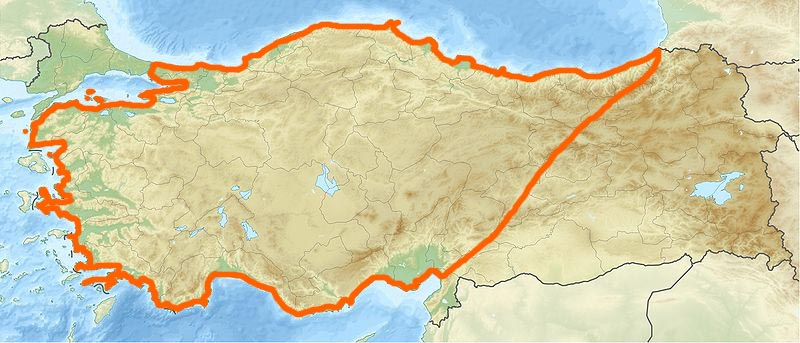
Tradiční definice Anatolie uvnitř dnešního Turecka

Jako poloostrov je Malá Asie z východu ohraničena spojnicí Iskenderunského zálivu a Černého moře, tedy přibližně 36. poledníkem. Odpovídá tak zhruba dvěma třetinám asijské části Turecka. Jako zeměpisná oblast bývá často ztotožňována s celou asijskou částí Turecka, pak by její hranice byly vnější hranice Turecka s Gruzií, Arménií, Ázerbájdžánem, Íránem, Irákem a Sýrií. Některé organizačně-statistické oblasti, do kterých se seskupují turecké provincie, včetně těch, které sahají až k východním hranicím Turecka, mají také Anatolii v názvu: Střední Anatolie (İç Anadolu Bölgesi), Jihovýchodní Anatolie (Güneydoğu Anadolu Bölgesi) a Východní Anatolie (Doğu Anadolu Bölgesi).
Jde o převážně hornatou oblast, na severu lemovanou Pontskými horami (turecky Kuzey Anadolu Dağları, tedy Severoanatolské pohoří), na jihu pohořím Taurus. Nejvyšší horou Turecka je Ararat (5137 m n. m.), který však leží až u arménských hranic v Arménské vysočině. Nejvyšší horou Pontských hor je Kaçkar Dağı (3937 m), který rovněž leží daleko na východě. Nejvyšším bodem poloostrovní Anatolie (na západ od 36. poledníku) je stratovulkán Erciyes Dağı (3916 m n. m.).
Oblastí Malé Asie probíhají dva významné zlomy; Severoanatolský zlom a Východoanatolský zlom.

## Historie

Římské provincie Anatolie

Zemědělství se do Evropy rozšířilo díky neolitickým zemědělcům z Anatolie, kteří začali před asi 8000 lety osídlovat Evropu. Ve střední Evropě vytvořili kulturu s lineární keramikou.
Od poloviny 2. tisíciletí př. n. l. do konce 8. století př. n. l. vytvořili v Malé Asii mocnou říši Chetité, později vznikaly na pobřeží fénické a na západě řecké kolonie (Iónové). Tyto osady hrály významnou roli zejména v počátcích řecké kultury (například města Trója, Trabzon, Milétos, Efez nebo Smyrna). V 5. století př. n. l. velkou část území dobyli Peršané. Řecký vliv znovu převládl v době Alexandra Velikého (356–323 př. n. l.). Ve 3. století př. n. l. osídlili část centrální Anatolie keltští Galatové.
Po rozmachu Římské říše a jejím rozšíření na východ byla Malá Asie rozdělena na dvě desítky provincií - Aiólie, Bithýnie, Frýgie, Galacie, Iónie (včetně Iónských ostrovů), Kappadokie, Kárie, Kilíkie, Kypr, Lýdie, Lykaónie, Lýkie, Mýsie, Paflagónie, Pamfýlie, Pisidie, Pontus, Troad a další. Zde také od 1. století našeho letopočtu začalo šíření křesťanství mimo Palestinu a přes Sýrii. Pobývali zde apoštolové svatý Pavel, Svatý Petr, Svatý Jan Evangelista, Panna Marie, apoštol Filip a jeho sestra svatá Mariamna, dále čtyři Církevní učitelé: tři kapadočtí (Řehoř z Nazianzu, Basileios z Kaisareie, Řehoř z Nyssy ) a antiochejský Jan Chrysostomos. Po roce 395, kdy došlo k rozdělení impéria, připadl celý poloostrov pod správu Konstantinopole.
Po porážce Byzantinců v bitvě u Mantzikertu roku 1071 začali do Malé Asie pronikat turečtí nomádi ze Střední Asie. Byzantská říše spravovala západní část Malé Asie včetně přilehlých ostrovů až do 13. století, kdy většinu území obsadila nově vznikající říše Osmanská. Osmani se rozšiřovali tak rychle, že svými nájezdy zatlačili Byzanc až ke Konstantinopoli a v polovině 15. století (r. 1453) ji dobyli. Křesťanství, které zde bylo rozšířené už od svého počátku, vlivem výbojů Osmanů poměrně rychle vymizelo a bylo nahrazeno islámem, kostely byly zbořeny nebo přebudovány na mešity.

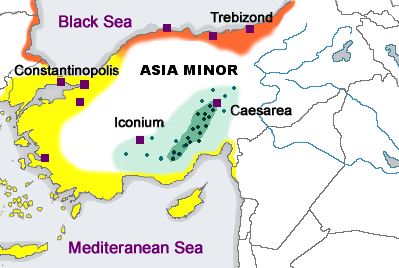
Oblasti s tradičním řeckým osídlením v Malé Asii před vysídlením a genocidou Řeků v letech 1914–1922

Ke konci 19. století však i Osmanské impérium začalo ztrácet dech a v první světové válce, které se také zúčastnilo, prohrálo. To umožnilo Řekům, aby získali zpět svá ztracená území v Evropě, ale Anatolie celá zůstala nově vzniklé Turecké republice. Protože dělení bylo provedeno podle náboženského a nikoliv národnostního klíče, z poislámštěných Řeků se stali Turci a z křesťanských Turků Řekové. Ještě dlouho po tomto dělení si Řecko kladlo nároky na západní část poloostrova. Během arménské genocidy na počátku 20. století došlo k likvidaci většiny Arménů žijících na území Malé Asie.